# مولود ايخجي
مولود ايخجي (مولود 19 أغسطس 1963 ببجاية، الجزائر) هو مدرب كرة طائرة جزائري ولاعب سابق. يشغل منذ عام 2006 منصب مدرب المنتخب الجزائري للكرة الطائرة سيدات.
سبق له تدريب عدة نوادي مثل مولودية بجاية ونادي القصر للرجال. في عام 1996 عين كمدرب مساعد للفريق الوطني رجال.
و اعتبارا من سنة 2006 تولى قيادة المنتخب الجزائري للسيدات الذي حقق منذ ذلك الحين سلسلة من النتائج الإيجابية بداية من المركز الثاني في بطولة إفريقيا 2007 مرورا بالميدالية الذهبية في الألعاب الإفريقية في نفس السنة وصولا إلى تأهلين تاريخيين إلى أولمبياد بيكين 2008 وبطولة العالم للكرة الطائرة 2010 بطوكيو.
- منتخب الجزائر لكرة الطائرة سيدات